# الحقائق النبيلة الأربع
في البوذية، الحقائق النبيلة الأربع (بالسنسكريتية: كاتفاري أرياساتياني، بالبالية: كاتاري أرياساكاني، «ساتيات الآريا الأربع»)، هي «حقائق النبلاء»، الحقائق التي للـ«مستحقّين روحانيًّا». الحقائق الأربع النبيلة هي:
- دوكا (المعاناة، العجز عن الرضا، الألم)، وهي صفة جوهرية في الوجود في كل تناسخ[5]
- سامودايا (الأصل، السبب): أصل المعاناة هو «التَّوق، أو الشهوة، أو التعلّق»[6]
- نيرودا (الانقطاع، الإنهاء): تنتهي هذه المعاناة بالتخلي عن أسبابها ورفضها[7][7][8]
- ماغا (الطريق، السراط الثماني): هو طريق إنهاء المعاناة والتخلي عن أسبابها.[9][10]

يُعتقد تقليديًّا أن هذه التعاليم كانت من بوذا، وتعد من أهم التعاليم في البوذية.
تظهر الحقائق الأربع في أشكال نحوية كثيرة في النصوص البوذية القديمة، ولها وظيفتان رمزية وقولية. رمزيًّا، تمثّل هذه الحقائق يقظة البوذا وتحرره، وإمكان أتباعه أن يبلغوا التجربة الروحية نفسها التي بلغها. أما من حيث هي أقوال، تمثّل الحقائق الأربع إطارًا مفهوميًّا يظهر في شريعة بالي وفي النصوص المقدسة البوذية السنسكريتية الهجينة. وهي جزء من «شبكة التعاليم» (مصفوفة الداما)، التي يجب أن تؤخَذ جميعًا. تقدم هذه الحقائق إطارًا مفهوميًّا لتقديم وتفسير الفكر البوذي، الذي يجب أن يُفهَم أو «يُعاش».
ترفض الحقائق الأربع أي تعريف صارم، بل تشير وتعبّر عن التوجه العام للبوذية: يؤدي الاتصال الحسي غير الآمن إلى التوق والرغبة في أحوال وأشياء غير دائمة، هي الدوخا، وهي «العجز عن الرضا» والألم. هذا التوق يبقينا في أدوار السامسارا «الشرود» في أدوار التناسخ التي لا تنتهي، وفي المعاناة التي تأتي معها. لكن الخروج من هذه الأدوار ممكن، باكتساب النيرفانا، وهي الانقطاع عن التوق، الذي لا تصاحب الولادة من بعده أي دوخا. يمكن اكتساب النيرفانا باتباع الطريق الثماني، وتقييد استجاباتنا الطبيعية للاتصال الحسي بضبط النفس، والالتزام والأحوال الكلية، والتأمل واليقظة الكاملة.
تطورت وظيفة الحقائق الأربع وأهميتها مع الوقت في التراث البوذي إلى أن أصبحت أول تعاليم بوذا. نشأ هذا التقليد عندما اعتقد البوذيون أن البراجنا «الإلهام المحرر» محرّر بنفسه، من دون الحاجة إلى التأمل. اكتسب الإلهام المحرر مكانة بارزة في السوترات، وأصبحت الحقائق الأربعة ممقلة له، وأصبحت جزءًا من قصة استنارة البوذا.
اكتسبت الحقائق الأربع أهمية مركزية في تراث التيرافادا في البوذية في القرن الخامس الميلادي، ويعتقد أتباع هذا المذهب أن إدراك الحقائق الأربع محرر في نفسه. أما في تراث الماهايانا، فهي أقل بروزًا، لأنه يرى أن إلهام السونياتا والفراغ واتباع سبيل البوذيساتفا هي العناصر الأساسية في التعليم والممارسة. فسّر المذهب الماهاياني الحقائق الأربع بأنها تفسّر أن الكائن المحرر يمكن أن يكون «فعّالًا في هذا العالم». منذ أن بدأ المستعمرون الغربيون يستكشفون البوذية في القرن التاسع عشر، ومنذ أن تطورت الحداثة البوذية، أصبحت الحقائق الأربعة تقدَّم في الغرب على أنها التعليم المحوري في البوذية، ويُضاف إليها أحيانا تأويلات حداثية جديدة مختلفة عن التراث البوذي التاريخي في آسيا.

## الحقائق الأربع

### المجموعة الكاملة – داماكاكابافاتانا سوتا
تعرَف الحقائق الأربع بذكرها في نص داماكاكابافاتانا سوتا، الذي يحتوي مجموعتين من الحقائق الأربع، مع وجود مجموعات متنوعة أخرى في شريعة بالي، وهي مجموعة من النصوص المقدسة في تراث البوذية التيرافادية. تحوي المجموعة الكاملة، وهي الأشيَع استخدامًا في العصر الحدي، أخطاءً نحوية، تدل على تعدد مصادرها ومشكلات في ترجمتها في المجتمع البوذي القديم. ولكن التراث البالي يراها صحيحة، ولا يعدّلها.
حسب التراث البوذي، تحوي داماكاكابافاتانا سوتا، التي «ابتدأت حركة عجلة الداما» أول تعاليم البوذا بعد اكتسابها الاستنارة التامة والتحرر من التناسخ. يقول لانس سيلوين كوزنر أن كثيرًا من الباحثين يرون «أن أول ظهور لهذا النص كان في أول موعظة لبوذا بعد يوم واحد (من استنارته)»، وتقول البروفسورة في علم الأديان كارول أندرسن إن الحقائق الأربع قد لا تكون جزءًا أصيلًا من هذه السوتا، ولكنها أضيفت إلى بعض نسخها لاحقًا. في هذا النص، وردت الحقائق الأربع النبيلة كما يلي (تترجم كلمة «بيخو» بمعنى ناسك بوذي): 
- الآن أيّها النسّاك، هذه هي حقيقة المعاناة النبيلة: الولادة معاناة، والشيخوخة معاناة، والمرض معاناة، والموت معاناة، والاتحاد بما لا سعادة فيه معاناة، والانفصال عمّا فيه سعادة معاناة، والإخفاق في طلب شيءٍ معاناة، باختصار: المجموعات الخمسة التابعة للتوق والتشبّث كلها معاناة.
- الآن أيّها النسّاك، هذه هي حقيقة أصل المعاناة النبيلة: إنه هذا التوق، الذي يؤدي إلى تجديد الوجود، المرافق للمتعة والشهوة، وطلب المتعة هنا وهناك، إنه الرغبة في المتع الحسية، والرغبة في تغيير الحال.
- الآن أيّها النسّاك، هذه هي حقيقة إنهاء المعاناة النبيلة: إنها الانقطاع التام عن هذا التوق وهذه الرغبة، والتخلي عنها ورفضها، والتحرر منها وعدم الاعتماد عليها.
- الآن أيّها النسّاك، هذه هي حقيقة الطريق المؤدي إلى إنهاء المعاناة: إنه الطريق الثماني النبيل، النظر الصحيح والنية الصحيحة والقول الصحيح والعمل الصحيح والمعيشة الصحيحة والجهد الصحيح واليقظة الكاملة، والتركيز الصحيح.

حسب هذه السوترا، فإن الفهم الكامل لهذه الحقائق الأربع تحرر من السامسارا، أي دورة التناسخ:
ظهرَت في معرفة ورؤية: «تحرري لم يكن مطلوبًا. هذه ولادتي الأخيرة. لن يتغير حالي بعد الآن.
أدّى فهم الطلّاب لهذه الحقائق الأربع إلى فتح عين الداما، أي إنهم اكتسبوا النظر الصحيح.
كل ما كان له سبب، قابلٌ للانقطاع.

### المجموعة الرئيسية
حسب كينيث روي نورمان، المجموعة الرئيسية هي:
- إدام دوخام، «هذا ألم»
- أيام دوخا سامودايو، «هذا أصل الألم»
- أيام دوخا نيرودا، «هذا انتهاء الألم»
- أيام دوخا نيرودا غاميني باتيبادا، «هذه هو الطريق المؤدي إلى انتهاء الألم». يمكن ترجمة المصطلحات الرئيسة في هذا التعبير كما يلي:
  - غاميني: يؤدي إلى
  - باتيبادا: طريق، سبيل، درب، الوسيلة التي يتوَصَّل بها إلى مقصد.

### المجموعة الذكرية
يقول كينيث روي نورمان إن شريعة بالي تحتوي أشكالًا مختصرة من الحقائق الأربع، هي المجموعة الذكرية، التي «أُريد بها أن تذكّر سامعها بالشكل الكامل للحقائق الأربع». أقدم شكل من هذه المجموعة الذكرية هو «دوخام سامودايو نيرودو ماغا»، من دون الإشارة إلى مصطلح ساكا أو أريا، الذي أضيف لاحقًا إلى المعادلة. يمكن ترجمة المصطلحات الذكرية هذه كما يلي:
1. دوخا – «العجز عن الرضا»، «الطبيعة غير المرضية والخوف العام في كل الظواهر المشروطة»، «الألم». أشيَع ترجمات كلمة دوخا هي «المعاناة». يقول خانتيبالو إن هذه الترجمة خاطئة، لأن الكلمة تشير إلى الطبيعة غير المرضية للأحوال والأشياء المؤقتة، حتى الأشياء الممتعة المؤقتة. يقول إمانويل إن دوخا هي نقيض سوخا، «المتعة»، لذا يحسُن ترجمتها بكلمة «ألم».[14]
2. سامودايا – «الأصل»، «المصدر»، «المجيء»، «مجموع العناصر أو الأسباب في وجود الشيء»، «التجمع»، «المزيج»، «السبب المنتج».[14]
3. نيرودا – الانقطاع، التحرر، الحجز، «المنع، الكبت، الإغلاق، الضبط».[27]
4. مارغا – «الطريق».